# Radio de curvatura
El radio de curvatura es una magnitud que mide la curvatura de un objeto geométrico tal como una línea curva, una superficie o más en general una variedad diferenciable embebida en un espacio euclídeo.

## Radio de curvatura de una curva
El radio de curvatura de una línea curva o un objeto aproximable mediante una curva es una magnitud geométrica que puede definirse en cada punto de la misma y que coincide con el inverso del valor absoluto de la curvatura en cada punto:

{\displaystyle R_{c}(s):={\frac {1}{\chi (s)}}}

Por otro lado la curvatura es una medida del cambio que sufre la dirección del vector tangente a una curva cuando nos movemos a lo largo de ésta. Para una curva parametrizada cualquiera la curvatura y el radio de curvatura vienen dados por:

{\displaystyle {\frac {1}{R_{c}(t)}}=\chi (t)={\frac {\left\vert {\dot {\mathbf {r} }}(t)\times {\ddot {\mathbf {r} }}(t)\right\vert }{\left\vert {\dot {\mathbf {r} }}(t)\right\vert ^{3}}}}

Si en lugar de un parámetro cualquiera usamos el parámetro de longitud de arco, la anterior ecuación se simplifica mucho, por resultar un vector tangente constante, y puede escribirse como:

{\displaystyle {\frac {1}{R_{c}(s)}}=\chi (s)=\left\vert \mathbf {\tilde {r}} ''(s)\right\vert }

### Curvas planas
Para una curva plana cuya ecuación pueda escribirse en coordenadas cartesianas {\displaystyle (x,y)\,} como
{\displaystyle x=x(t);y=y(t)} donde t es un parámetro arbitrario, la expresión para el radio de curvatura se reduce a:
{\displaystyle R_{c}={\frac {\left[\left({\frac {dx}{dt}}\right)^{2}+\left({\frac {dy}{dt}}\right)^{2}\right]^{\frac {3}{2}}}{\left\vert {\frac {dx}{dt}}{\frac {d^{2}y}{dt^{2}}}-{\frac {dy}{dt}}{\frac {d^{2}x}{dt^{2}}}\right\vert }}}
En caso de que pueda escribirse {\displaystyle y=f(x)\,} de tal modo que para cada punto de la curva exista un único valor de {\displaystyle x}, entonces puede tomarse a {\displaystyle x} como el parámetro arbitrario, y el radio de curvatura se puede calcular simplemente como:

{\displaystyle R_{c}={\frac {\left[1+\left({\frac {df}{dx}}\right)^{2}\right]^{\frac {3}{2}}}{\left|{\frac {d^{2}f}{dx^{2}}}\right\vert }}}

### Demostración
En primer lugar tenemos la ecuación paramétrica de la curva {\textstyle \gamma (t):\mathbb {R} \rightarrow \mathbb {R} ^{n}} de la que queremos deducir su radio de curvatura {\textstyle \rho }. Ahora debemos buscar la ecuación paramétrica de la circunferencia ({\displaystyle g:\mathbb {R} \rightarrow \mathbb {R} ^{n}}) que toma el mismo valor que {\displaystyle \gamma } y además satisfaga que {\displaystyle g'(t)=\gamma '(t)} y {\displaystyle g''(t)=\gamma ''(t)} para cada {\displaystyle t} fijado. Claramente el radio no depende de la posición ({\textstyle \gamma (t)}), solo de la velocidad ({\textstyle \gamma '(t)}) y la aceleración ({\textstyle \gamma ''(t)}). A partir de dos vectores {\textstyle v} y {\textstyle w} solo se pueden obtener tres escalares independientes, que son: {\textstyle v\cdot v}, {\textstyle w\cdot w} y {\textstyle w\cdot v} . Por lo tanto el radio de curvatura dependerá únicamente de los escalares {\textstyle |\gamma '(t)|^{2}},{\textstyle |\gamma ''(t)|^{2}} y {\textstyle \gamma '(t)\cdot \gamma ''(t)} .
La ecuación paramétrica general para una circunferencia en {\displaystyle \mathbb {R} ^{n}} viene dada por
{\displaystyle g(u)=A\cos {\left(h(u)\right)}+B\sin {\left(h(u)\right)}+C}
donde {\displaystyle C\in \mathbb {R} ^{n}} es el centro de la circunferencia (aunque es irrelevante, por desaparecer al derivar), {\displaystyle A,B\in \mathbb {R} ^{n}} son vectores perpendiculares le módulo {\textstyle \rho } (es decir {\displaystyle A\cdot A=B\cdot B=\rho ^{2}\land A\cdot B=0}) y {\displaystyle h:\mathbb {R} \rightarrow \mathbb {R} } es una función cualquiera doblemente diferenciable en {\displaystyle t}.

Derivando
{\displaystyle {\begin{array}{lll}|g'|^{2}&=&\rho ^{2}(h')^{2}\\g'\cdot g''&=&\rho ^{2}h'h''\\|g''|^{2}&=&\rho ^{2}\left((h')^{4}+(h'')^{2}\right)\end{array}}}
si ahora igualamos a las derivadas correspondientes de {\displaystyle \gamma } obtenemos
{\displaystyle {\begin{array}{lll}|\gamma '^{2}(t)|&=&\rho ^{2}h'^{2}(t)\\\gamma '(t)\cdot \gamma ''(t)&=&\rho ^{2}h'(t)h''(t)\\|\gamma ''^{2}(t)|&=&\rho ^{2}(h'^{4}(t)+h''^{2}(t))\end{array}}}
que se trata de un sistema en {\textstyle \rho }, {\textstyle h'(t)} y {\textstyle h''(t)} que permite despejar {\textstyle \rho }, obteniendo finalmente que
{\displaystyle \rho ={\frac {|\gamma '|^{3}}{\sqrt {|\gamma '|^{2}\;|\gamma ''|^{2}-(\gamma '\cdot \gamma '')^{2}}}}} .

## Radio de curvatura de superficies
Una superficie embebida en el espacio euclídeo tridimensional se caracteriza en cada uno de sus puntos por dos radios de curvatura. El centro de ambos radios de curvatura está situado sobre la recta que contiene al vector normal a la superficie. Si los dos radios de curvatura son finitos entonces se tiene:
- En un punto elíptico de una superficie, los dos centros de curvatura están situados del mismo lado de la superficie, la curvatura gaussiana es positiva.
- En un punto hiberbólico de una superficie, los dos centros de curvatura están situados en diferentes lados de la superficie, la curvatura gaussiana es negativa.
- En un punto parabólico de una superficie, uno de los radios de curvatura es inifinito.